# Große Wollbiene

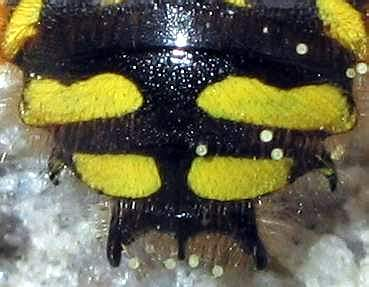
Dornenbewehrtes Hinterleibsende eines Männchens

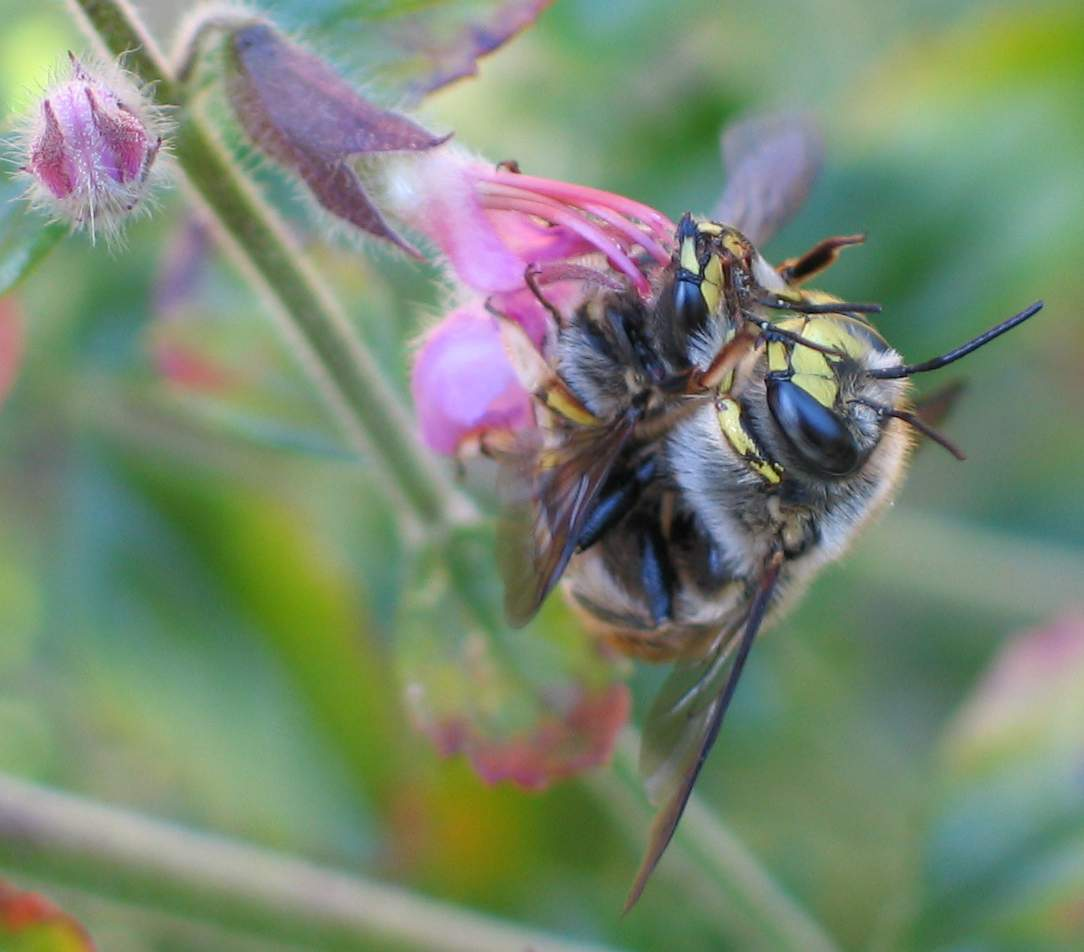
Begattung auf einer Blüte

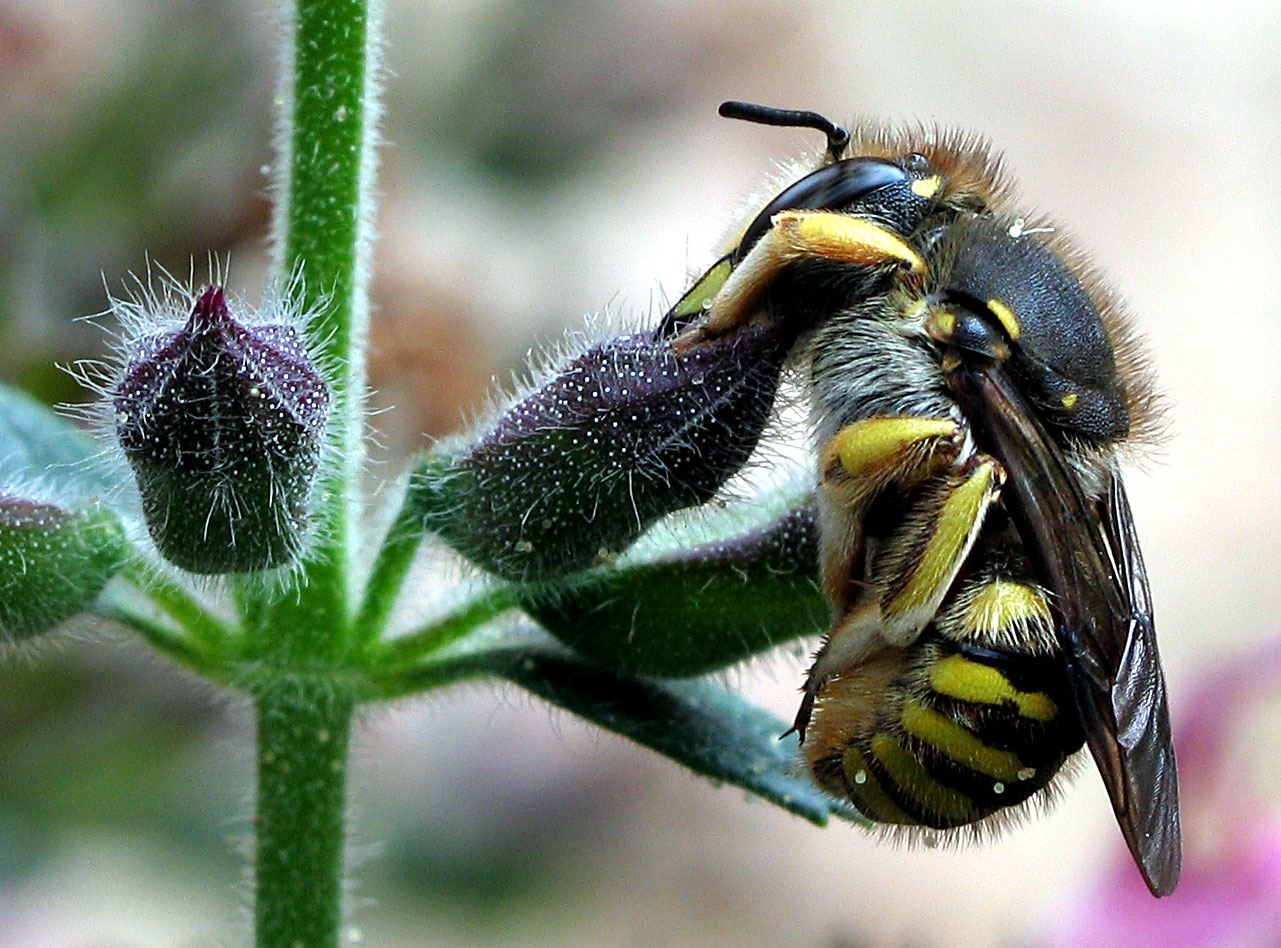
Schlafendes Weibchen
Siehe auch: Andere Perspektive

Die Große Wollbiene oder Garten-Wollbiene (Anthidium manicatum) ist eine Bienenart aus der Familie der Megachilidae und gehört damit zu den Solitärbienen. Diese Art fällt durch eine wespenähnliche schwarz-gelbe Zeichnung auf. Die gelben Streifen vereinigen sich auf der Oberseite des Abdomens nicht. Die Namensgebung ist auf die Verwendung von Pflanzenwolle zum Brutzellenbau zurückzuführen.

## Etymologie
„Von lat. 'manicatum' = 'mit einer Hand versehen', wegen der fünf mehr oder weniger fingerförmigen Fortsätze am Hinterleibsende der Männchen. Der deutsche Name [Garten-Wollbiene] bezieht sich auf einen Lebensraum, in dem man die Art häufig findet.“

## Körperbau der Großen Wollbienen
Die männlichen Tiere sind mit 14 bis 18 Millimeter deutlich größer als die Weibchen, die elf bis zwölf Millimeter groß werden. Der Hinterleib der weiblichen Tiere weist eine meist regelmäßige wespenähnliche gelb-schwarze Zeichnung auf. Die gelben Streifen vereinen sich auf der Oberseite des Abdomens nicht, daher verläuft ein schwarzer Mittelstreifen entlang der Rückenlinie und verjüngt sich in Richtung Hinterleibsende immer weiter. Die Zeichnung der Männchen ist nicht regelmäßig. Die gelben Bereiche sind oft zu Punkten reduziert oder durch schwarze Bereiche unterbrochen. Am Hinterleibsende der Männchen befinden sich fünf Dornen, drei am Endtergit und zwei weitere am äußeren Rand des vorletzten Tergiten. Diese Dornen setzen die Männchen zur Verteidigung des Paarungsreviers gegen Nahrungskonkurrenten ein.

## Revierverhalten der Männchen
Die Männchen besetzen Reviere, in denen sich mehrere bevorzugte Blütenpflanzen – beispielsweise Zieste (Stachys), Salbei (Salvia) oder Herzgespannarten (Leonurus) – befinden, bei denen dann von mehreren Weibchen Pollen, Nektar und Nistmaterial gesammelt wird. Vor diesen Pflanzen patrouilliert das Männchen im Schwebeflug, der dem der Schwebfliegen ähnelt, und vertreibt Nahrungskonkurrenten, wie zum Beispiel Hummeln, Honigbienen oder andere Männchen. Dazu fliegt es auf seinen Gegner zu und krümmt kurz vor dem Zusammenprall seinen Hinterleib nach vorn, so dass die Dornen am Hinterleibsende nach vorn gerichtet sind. Dabei kann es zu Verletzungen der empfindlichen Flügel der Angegriffenen kommen. Werden diese dadurch flugunfähig, müssen sie verhungern.

## Fortpflanzung
Die im jeweiligen Revier eines Männchens Pollen und Nektar sammelnden Weibchen werden von dem Männchen angeflogen und meist auf der Blüte begattet. Jeweils ein Ei legt die weibliche Biene in eine mit Pollen und Nektar gefüllte Brutzelle, die sie in vorgefundenen Erd-, Mauer- und Holzlöchern oder Felsspalten anlegt. Nach der Eiablage verschließt sie die Brutzelle mit Pflanzenwolle. Aus befruchteten Eiern entwickeln sich weibliche und aus unbefruchteten Eiern männliche Tiere.

## Larvalentwicklung und Flugzeit
Die Larve häutet sich nach dem Schlüpfen mehrmals und frisst wochenlang vom Nahrungsvorrat, bevor sie sich in einen Kokon einspinnt und verpuppt. Die Winterpause erfolgt als Ruhelarve. Am Ende der Metamorphose schlüpft aus der Puppe die flugfähige Biene (Imago). In Mitteleuropa ist eine Generation je Jahr („univoltin“) die Regel. In heißen, langen Sommern kann es zu einer zweiten Brut kommen, die aber nur selten erfolgreich ist. Die Weibchen fliegen von Mitte Juni bis Mitte Oktober. Die Männchen fliegen von Mitte Juni bis Ende September.

## Schlafgewohnheiten
Ein ungewöhnliches Verhalten zeigen die Großen Wollbienen beim Schlafen. Wenn es das Wetter erlaubt, beißen sie sich mit den Mandibeln an Pflanzenteilen fest und lassen sich hängen. Zunächst sind die Flügel noch gespreizt. Bei tiefer werdendem Schlaf entspannen sich die Beine und sinken hinab. Bei tiefer Ruhe werden die Flügel am Körper angelegt. Bei Störung lassen sich die Tiere fallen und können sofort abfliegen. Dieses Verhalten kann auch bei anderen Arten der Gattung Anthidium beobachtet werden. Weitere Solitärbienenarten, die auch auf diese Weise schlafen, sind beispielsweise bei den Wespenbienen zu finden. Bei Regenwetter oder starkem Wind ziehen die Großen Wollbienen sich wie andere solitär lebende Bienen in wettergeschützte Hohlräume, wie zum Beispiel in noch leere Brutzellen ihrer Niströhren, zurück.

## Ernährung und Anforderungen an den Lebensraum
Aus dem Beschriebenen ergeben sich einige Anforderungen an den Lebensraum, den die Große Wollbiene benötigt: Es müssen 
- lokal geeignete kleine Hohlräume vorgegeben sein, in denen die Biene ihr Nest anlegen kann und die nötigenfalls auch als Schutzräume dienen können
- Pflanzen in der Nähe sein, aus denen die Biene ihr Nestbau-Material gewinnen kann ("Wollpflanzen")
- mindestens eine passende Pollen- und eine passende Nektarpflanze als Nahrungsquellen bereitstehen.

Diese drei Punkte sind erwiesene Mindestanforderungen. Möglicherweise existieren noch weitere begrenzende Bedingungen für das Leben der Großen Wollbiene. So gibt es starke Hinweise darauf, dass sie als Nahrungsquellen wenige, ganz spezielle Pflanzen (z. B.  Stachys recta) deutlich bevorzugt ( "Oligolektie"), wobei sich Männchen und Weibchen in der Nahrungspräferenz nochmals unterscheiden. Inwieweit die Tiere in der Lage wären, im existenzbedrohenden Notfall ersatzweise auf völlig andere Blüten auszuweichen, ist noch zu klären.